# Gawler-Ranges-Nationalpark
Der 1.660 km² große Gawler-Ranges-Nationalpark in South Australia liegt 510 km westlich von Adelaide. Dieser Park wurde am 15. Januar 2002 eröffnet und ist über die am Rande des Parks befindlichen Orte Wudinna, Kimba und Minnipa erreichbar. Durch eine gemeinsame Grenze mit dem 1320 Quadratkilometer großen Pinkawillinie-Conservation-Park entstand eine etwa 3.000 km² große Parklandschaft.

## Geologie
Im Park befinden sich vulkanischen Berge und Hügel des südlichen Gawler Ranges, die vor etwa 1500 Millionen Jahren entstanden. Durch vulkanische Aktivitäten entstanden an verschiedenen Stellen Vorkommen von Säulen aus Basalt. Diese einer Orgelpfeife ähnelnden Steinformationen sind unter dem Namen „Organ Pipes“ bekannt. Weitere Touristenattraktionen im Park sind die eckigen Felsformationen der Peter’s Pillars, das noch aus der Pionierzeit stammende Paney Homestad und die Pondanna Outstation. Mehrere ehemalige Flusstäler durziehen den Park, obwohl es heute dort keine ganzjährig wasserführenden Fließgewässer gibt. Der Lake Gairdner nördlich des Nationalparks ist der viertgrößte Salzsee Australiens. Die höchsten Erhebungen sind der Nukey Bluff mit 457 Metern, der Mount Fairview mit 452 Metern und der Paney Hill mit 449 m. Sanddünen befinden sich im äußersten Süden.

## Klima
Die Sommer im Park sind mit durchschnittlichen Tages-Maimaltemperaturen von 34 °C mild bis heiß, die Winter kühl, zuweilen kalt. Die Tages-Maximaltemperaturen liegen im Winter im Schnitt bei 19 °C. Das Klima ist trocken, wobei die unregelmäßigen Regenfälle zumeist im Winter fallen. Der durchschnittliche Jahresniederschlag beträgt 295 mm. Als beste Reisezeiten gelten Winter und Frühling.

## Pflanzen und Tierwelt
Der Nationalpark liegt zwischen den Mallee-Gebieten der Eyre-Halbinsel im Süden und den Wüstenregionen im Norden. Dadurch beherbergt er eine große Artenvielfalt. Der Park beherbergt insgesamt mindestens 225 einheimische Pflanzenarten, 126 Vogelarten, 18 Säugetierarten, sowie 33 Reptilienarten und 3 Lurche.
Bemerkenswerte Vogelarten der Gawler Ranges sind u. a. Thermometerhuhn, Emu, Keilschwanzadler und Inkakakadu. Unter den Säugetieren sind Rotes Riesenkänguru, Westliches Graues Riesenkänguru, Gelbfuß-Felskänguru, Bergkänguru, Südlicher Haarnasenwombat, Bilchbeutler, die Sanddünen-Schmalfuß-Beutelmaus und Hüpfmäuse hervorzuheben.

## Geschichte
Über die Vorgeschichte der Region ist wenig bekannt. Die beiden Stämme der Region waren die Wirangu und die Barngarla (Parnkalla). Da der Nationalpark seit langer Zeit durch die Aborigines, die Ureinwohner Australiens, besiedelt wurde, gibt es acht bedeutsame kulturelle Plätze, die als schützenswert eingetragen sind.
Der Forscher Edward John Eyre war der erste Europäer, der die Gawler-Ranges im September 1839 bereiste. Er benannte das Gebiet nach George Gawler, dem zweiten Gouverneur von South-Australia. Ab 1864 wurde hier Viehhaltung betrieben, was durch eine ab 1865 gesicherte Versorgung mit Trinkwasser erleichtert wurde.

## Infrastruktur
Camping ist in der Nähe von Mount Ive Station möglich. Zum Befahren des Parks sind allradangetriebene Fahrzeuge erforderlich, lediglich die Strecke von Paney Homestead bis nach Old Paney ist für Straßenfahrzeuge geeignet. Zufahrten zum Park gibt es bei Minnipa, Wudinna und Kimba. Es wird empfohlen, die Gawler Ranges von Minniap aus zu befahren. Als Übernachtungsmöglichkeit stehen den Besuchern Buschcampingplätze zur Verfügung.